# Платвил (Колорадо)
Платвил (енгл. Platteville) град је у америчкој савезној држави Колорадо.

## Демографија
По попису из 2010. године број становника је 2.485, што је 115 (4,9%) становника више него 2000. године.
| Група             | 2000.         | 2010.         |
| Белци             | 1.491 (62,9%) | 1.457 (58,6%) |
| Афроамериканци    | 0 (0,0%)      | 5 (0,2%)      |
| Азијати           | 7 (0,3%)      | 9 (0,4%)      |
| Хиспаноамериканци | 834 (35,2%)   | 968 (39,0%)   |
| Укупно            | 2.370         | 2.485         |